# Argyripnus ephippiatus
Argyripnus ephippiatus, tên thông dụng trong tiếng Anh là Gilbert & Cramer's bristle-mouth fish, là một loài cá vây tia thuộc chi Argyripnus có ở Thái Bình Dương. Loài này có thể dài tới 8,9 cm (3,5 in).